# شهرستان کوژونیکوفسکی
شهرستان کوژونیکوفسکی (به لاتین: Kozhevnikovsky District) یک شهرستان در روسیه است که در استان تومسک واقع شده‌است.